# Tetricus I
Tetricus I var en romersk kejsare av Gallien från 271 till 274.
Tetricus var född i en romersk adlig familj av gallisk härkomst. Han utsågs till guvernör i Gallien, och efter mordet på Victorinus 271 utropades han till kejsare över provinsen. Tetricus hade dock mycket lite inflytande över armén, och inledde i hemlighet förhandlingar med Aurelianus och skall ha förrått sin egen armé i slaget vid Marne 274 och gått över till Aurelianus sida.